# Jenő Kerényi

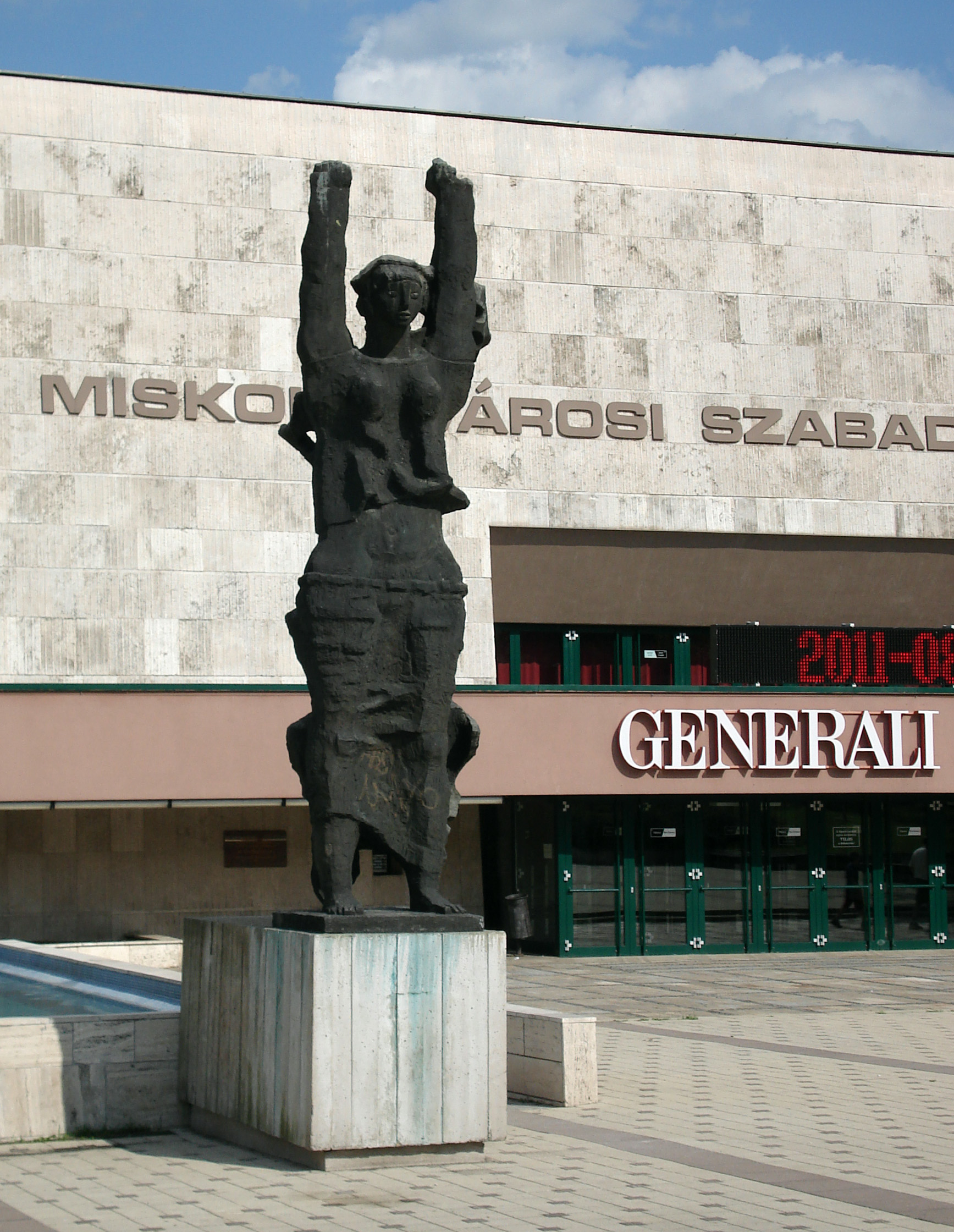
Genius in Miskolc, Ungarn

Jenő Kerényi (* 20. November 1907 in Budapest, Königreich Ungarn; † 10. Juli 1975 in Budapest, Ungarische Volksrepublik) war ein ungarischer Bildhauer.

## Leben
Kerényi studierte an der Ungarischen Akademie der Bildenden Künste in Budapest, später in Rom. Er schuf kleinere figürliche Werke meist aus Bronze und Stein im Stil des Expressionismus, aber auch monumentale Statuen, die vom klassischen Stil inspiriert waren. Seine Arbeiten zeigten meist männliche oder weibliche Figuren „voller Spannung und Bewegung“.

## Ausstellungen und Ehrungen (Auswahl)
Ab 1938 nahm Kerényi mit seinen Skulpturen an Ausstellungen teil. Sein Schaffen wurde mit nationalen und internationalen Kunstpreisen gewürdigt. In Szentendre wurde das „Jenő-Kerényi-Gedenkmuseum“ eingerichtet.
- 1955 Kossuth-Preis[2]
- 1957 Ausstellung Ungarische Revolutionskunst, Exponat Feiernde Marschierende[3]
- 1958 Expo 58 in Brüssel, gewann den Grand Prix[1]
- 1960 Biennale di Venezia
- 2008/2009 Gedenkausstellung - Jenő Kerényi in der Berliner Botschaft der Republik Ungarn[2]
- 2011 Sammelausstellung Ungarische Moderne im Kunstmuseum Timișoara[4]

## Werke (Auswahl)

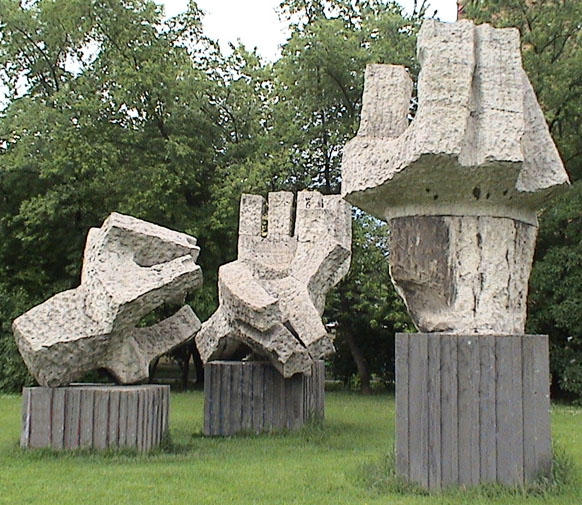
Hände in Miskolc
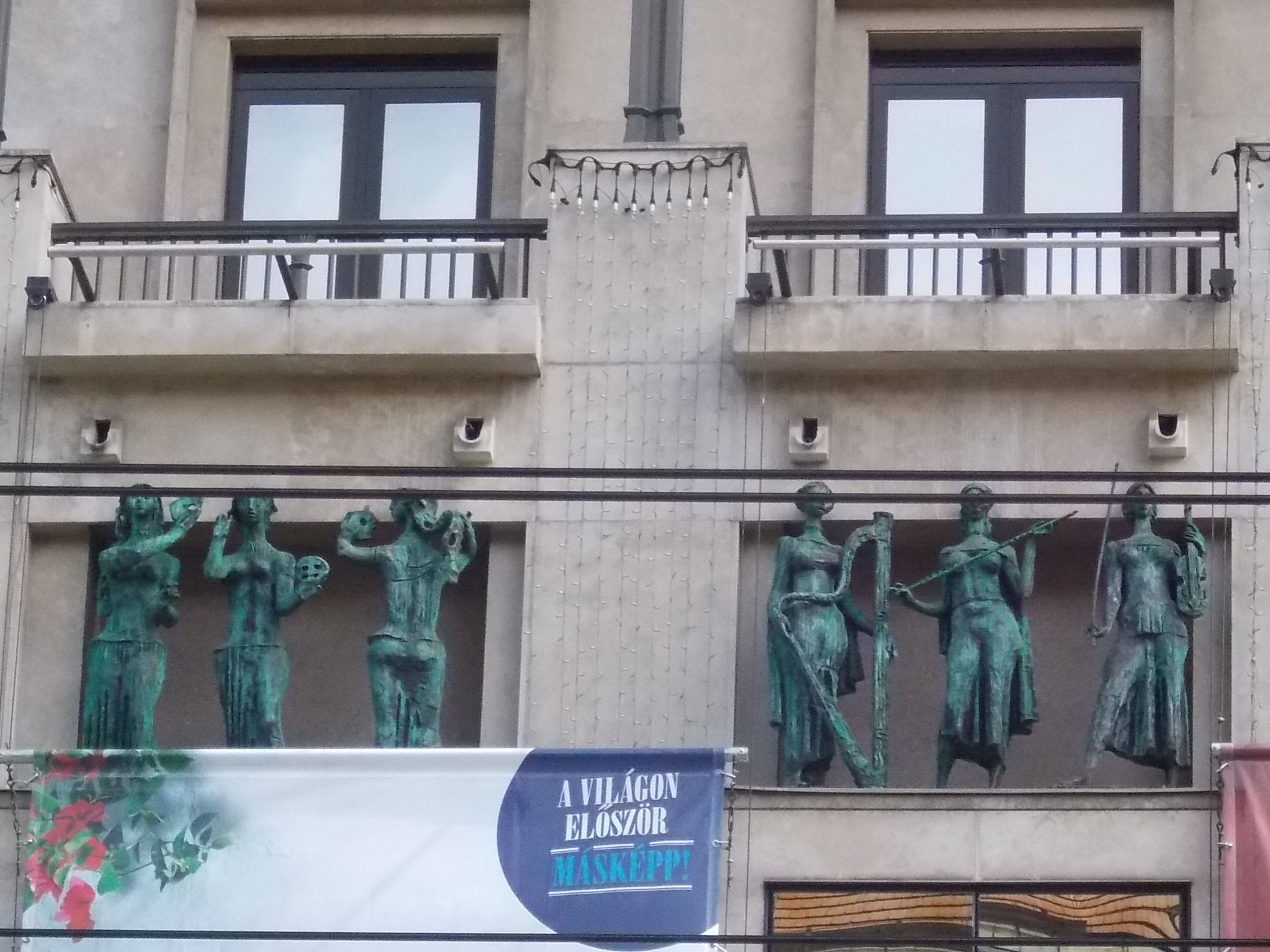
Madách-Theater in Budapest
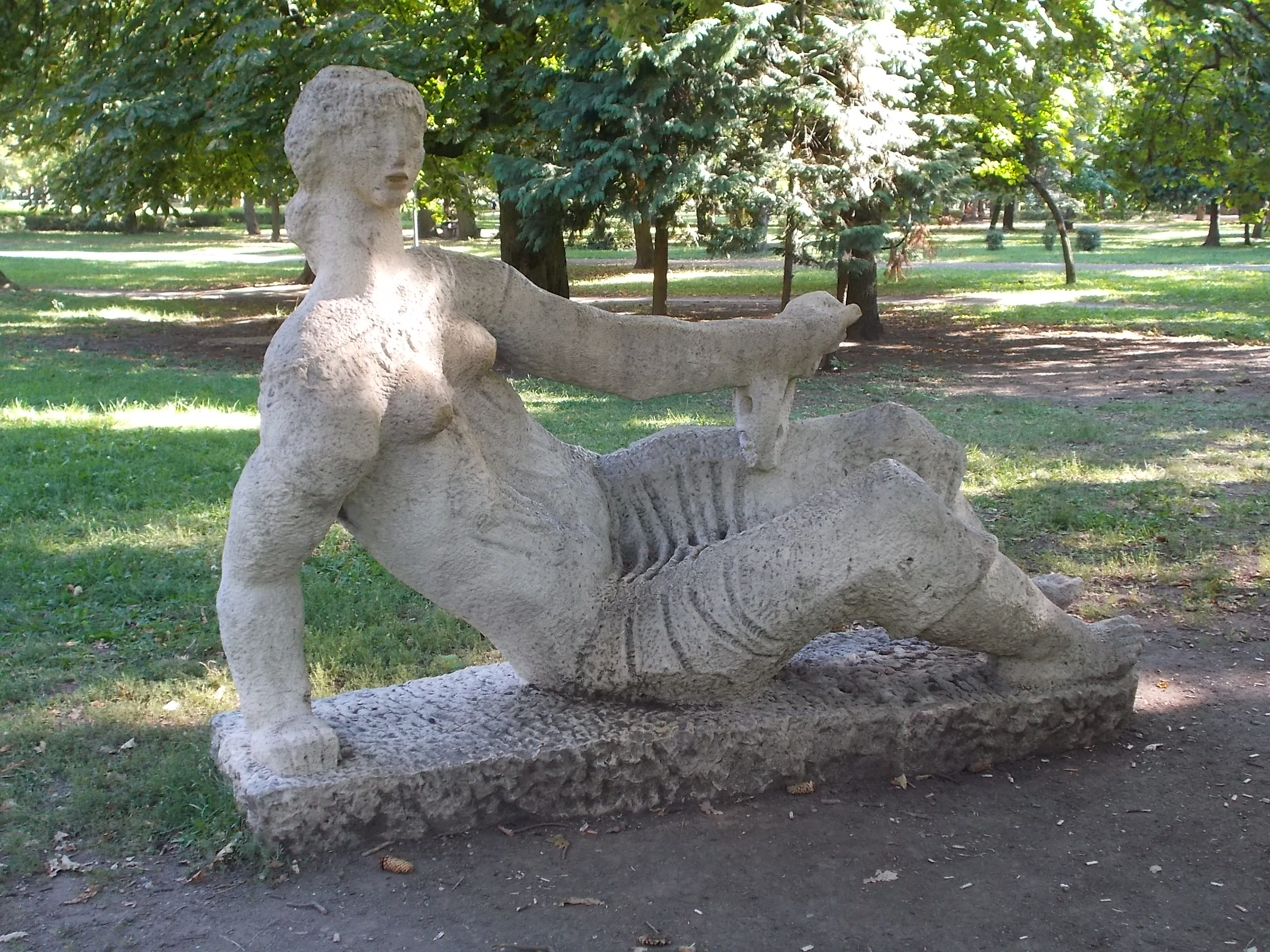
Thalia im Erzbischöflichen Garten von Eger
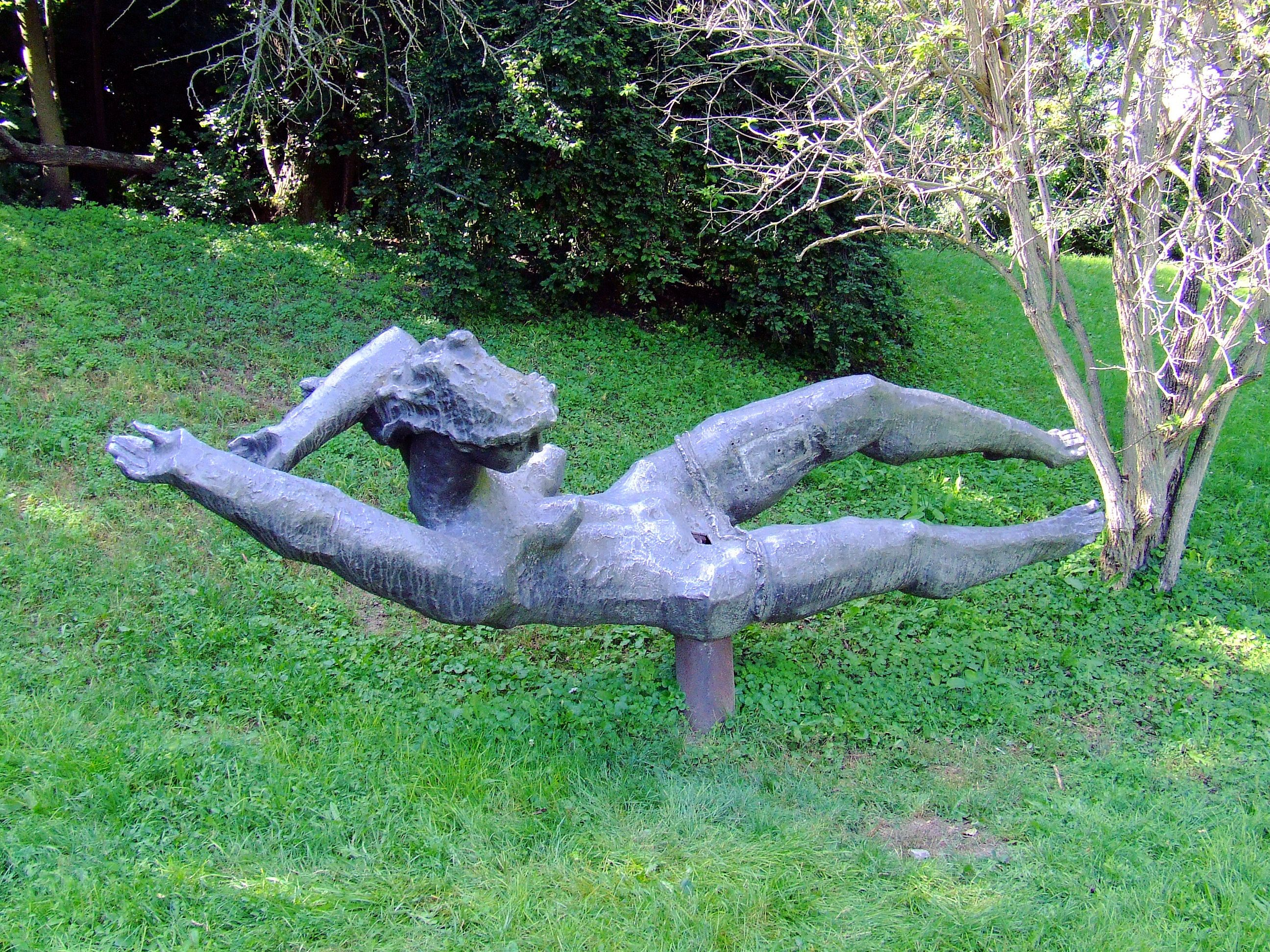
Sonnenmädchen in Szentendre